# Saint-Martin-de-Villereglan

Saint-Martin-de-Villereglan este o comună în departamentul Aude din sudul Franței. În 1 ianuarie 2022 avea o populație de 386 de locuitori.